# Понпеј
Понпеј (енгл. Pohnpei State) је острвска држава, једна од четири Савезне Државе Микронезије, смештена у западном делу Тихог океана. Највећи и главни град је Колонија, са 6.074 становника према проценама из 2010. Колонија је до 1989. био главни град Савезне Државе Микронезије након чега га је заменио садашњи главни град Паликир.